# 5164 Мулло
5164 Мулло (5164 Mullo) — астероїд головного поясу, відкритий 20 листопада 1984 року.
Тіссеранів параметр щодо Юпітера — 2,788.